# کومادی
کومادی (به مجاری:  Komádi) یک منطقهٔ مسکونی در مجارستان است که در ناحیه برتیواوی‌فالو واقع شده‌است. کومادی ۱۴۴٫۶۵ کیلومتر مربع مساحت و ۵٬۴۲۱ نفر جمعیت دارد.